# Coral Terrace
Coral Terrace és una concentració de població designada pel cens dels Estats Units a l'estat de Florida. Segons el cens del 2000 tenia 24.380 habitants.

## Demografia
Segons el cens del 2000, Coral Terrace tenia 24.380 habitants, 7.744 habitatges, i 6.171 famílies. La densitat de població era de 2.744,4 habitants per km².
Dels 7.744 habitatges en un 29,3% hi vivien nens de menys de 18 anys, en un 58,3% hi vivien parelles casades, en un 15,6% dones solteres, i en un 20,3% no eren unitats familiars. En el 15,4% dels habitatges hi vivien persones soles el 8,1% de les quals corresponia a persones de 65 anys o més que vivien soles. El nombre mitjà de persones vivint en cada habitatge era de 3,07 i el nombre mitjà de persones que vivien en cada família era de 3,3.
Per edats la població es repartia de la següent manera: un 20,3% tenia menys de 18 anys, un 6,7% entre 18 i 24, un 27,8% entre 25 i 44, un 24,6% de 45 a 60 i un 20,6% 65 anys o més.
L'edat mediana era de 41 anys. Per cada 100 dones de 18 o més anys hi havia 85,2 homes.
La renda mediana per habitatge era de 38.523 $ i la renda mediana per família de 39.624 $. Els homes tenien una renda mediana de 26.846 $ mentre que les dones 23.190 $. La renda per capita de la població era de 15.291 $. Entorn del 8,6% de les famílies i l'11,2% de la població estaven per davall del llindar de pobresa.

## Poblacions més properes
El següent diagrama mostra les poblacions més properes.